# アーミクロン
『アーミクロン』(原題：POWER KING)は、1995年に製作された米韓合作の特撮映画作品。2000年にアメリカ追加撮影再編集版としてARMICORON IN OUTLOW POWERのタイトルでDVD化された。

## スタッフ
- 製作：リサ・ヘイランド
- 製作総指揮：ヨンホー・リー、ウィリアム・マカビアン
- 監督：コレマン・デカー
- 脚本：リチャード・ギルバート
- 撮影監督：クラーク・マディス
- 音楽：ゲイリイ・ストックデイル
- 美術：ケイシイ・ジョンソン
- 特殊撮影効果監修：デイヴィッド・ヒュウイット（ハリウッド・オプティカル・システムズ）

## キャスト
| 役名                   | 俳優                   | 日本語吹替                                                                      |
| ---------------------- | ---------------------- | ------------------------------------------------------------------------------- |
| バリイ（アーミクロン） | マイケル・ブナタ       | 草尾毅                                                                          |
| カトリーナ             | ジョディ・アンダーソン | 矢島晶子                                                                        |
| リー・チン             | ヘレン・ミヤ           | 三石琴乃                                                                        |
| 軍人                   | スコット・スカーデル   | 宮本充                                                                          |
| アンカー               | ダイア・マクヘンリイ   | 宝亀克寿                                                                        |
| 皇帝                   | ロバート・モーティマー | 千田光男                                                                        |
| その他                 |                        | 高木渉 檀臣幸 五十嵐麗 楠大典 中村秀利 土田大 鈴木琢磨 福山潤 三宅健太 緒方文興 |
|                        |                        |                                                                                 |
| 演出                   |                        | 高桑一                                                                          |
| 翻訳                   |                        | 徐賀世子                                                                        |
| 調整                   |                        | 蝦名恭範                                                                        |
| 担当                   |                        | 別府憲治                                                                        |
| 制作                   |                        | ケイエスエス                                                                    |